# Zen sul ghiaccio sottile
Zen sul ghiaccio sottile è un film del 2018 diretto da Margherita Ferri.
La pellicola, opera prima della regista Ferri, ha come protagoniste Eleonora Conti e Susanna Acchiardi.

## Trama
Maia, detta Zen, è una sedicenne irrequieta e solitaria che vive in un piccolo paese dell'Appennino emiliano. È l'unica femmina della squadra di hockey locale e i suoi compagni non perdono occasione di bullizzarla per il suo essere maschiaccio. Quando Vanessa – l'intrigante e confusa fidanzata di un giocatore della squadra – scappa di casa e si nasconde nel rifugio della madre di Maia, tra le due nasce un legame e Maia riesce per la prima volta a confidare i dubbi sulla propria identità di genere. Entrambe spinte dal bisogno di uscire dai ruoli che la piccola comunità le ha forzate a interpretare, Maia e Vanessa iniziano così un percorso alla ricerca della propria identità e sessualità, liquide e inquiete come solo l'adolescenza sa essere.

## Produzione
Le riprese del film sono iniziate il 26 marzo 2018. Il film è stato girato a Fanano e Castiglione dei Pepoli, inoltre nella pellicola è ripreso il monte Cimone.
È prodotto da Chiara Galloni e Ivan Olgiati per Articolture sviluppato all'interno del programma Biennale College Cinema con il sostegno economico de la Biennale di Venezia.

## Distribuzione
Il film è stato presentato in anteprima alla 75ª Mostra internazionale d'arte cinematografica di Venezia il 1º settembre 2018. Il 25 ottobre 2018 viene presentato ad Alice nella città, nella sezione Panorama Italia. La pellicola uscirà nelle sale cinematografiche l'8 novembre 2018 distribuito da Istituto Luce Cinecittà, preceduto da una serie di anteprime in diverse città.

## Promozione
Il 26 agosto 2018 è stato diffuso online tramite il canale YouTube de la Biennale di Venezia il trailer del film.

## Riconoscimenti
- 2013 - Premio Solinas - Storie per il cinema[6]
  - Menzione Speciale per il Soggetto a Margherita Ferri
- 2018 - Premio Vivere da Sportivi il Fair-play al cinema[10][11]
  - Menzione Speciale a Margherita Ferri
- 2019 - Bari International Film Festival [12]
  - Premio Nuovo Imaie come Miglior Attrice Rivelazione a Eleonora Conti